# Herb rejonu tiaczowskiego
Herb rejonu tiaczowskiego - oficjalny symbol rejonu tiaczowskiego obwodu zakarpackiego zatwierdzony postanowieniem sesji rady rejonu z dnia 21 grudnia 2007 r.

## Opis
W srebrnym polu widnieje orzeł będący znakiem siły i niezłomności ducha. Oprócz tego orzeł jest symbolem Tiaczowa, co podkreśla jego znaczenie, jako centrum administracji rejonu. Na piersi orła znajduje się zielona tarcza, której kolor symbolizuje dostatek, nadzieję i wolność. Na samej tarczy przedstawiono przedmioty związane z miejscowym przemysłem; jabłko, symbol sadownictwa oraz kilof i siekierę, symbol bogatych złóż i zasobów naturalnych. Pod tarczą umieszczono błękitno-żółtą wstążkę z napisem "Тячівський район" (rejon tiaczowski).